# Natação no Campeonato Mundial de Esportes Aquáticos de 2015 - 200 m livre masculino
A prova dos 200 metros livre masculino da natação no Campeonato Mundial de Esportes Aquáticos de 2015 ocorreu nos dias 3 de agosto e 4 de agosto em Cazã na Rússia.

## Recordes
Antes desta competição, os recordes mundiais e do campeonato nesta prova eram os seguintes:
| Tipo                  | Atleta          | Tempo   | Local | Data                |
| --------------------- | --------------- | ------- | ----- | ------------------- |
|                       | Paul Biedermann | 1:42.00 | Roma  | 28 de julho de 2009 |
| Recorde do campeonato | Paul Biedermann | 1:42.00 | Roma  | 28 de julho de 2009 |

## Medalhistas
| Ouro            | Prata          | Bronze                |
| James Guy (GBR) | Sun Yang (CHN) | Paul Biedermann (GER) |

## Resultados

### Eliminatórias
Esses foram os resultados das eliminatórias.
| Pos. | Bateria | Raia | Nadador               | Nacionalidade  | Tempo   | Notas |
| ---- | ------- | ---- | --------------------- | -------------- | ------- | ----- |
| 1    | 8       | 4    | Sun Yang              | China          | 1:46.00 | Q     |
| 2    | 6       | 5    | James Guy             | Reino Unido    | 1:46.10 | Q     |
| 3    | 6       | 4    | Paul Biedermann       | Alemanha       | 1:46.20 | Q     |
| 4    | 7       | 4    | Cameron McEvoy        | Austrália      | 1:46.39 | Q     |
| 5    | 8       | 6    | Calum Jarvis          | Reino Unido    | 1:46.61 | Q     |
| 6    | 6       | 1    | Danila Izotov         | Rússia         | 1:46.65 | Q     |
| 7    | 6       | 3    | Conor Dwyer           | Estados Unidos | 1:46.73 | Q     |
| 8    | 7       | 5    | Sebastiaan Verschuren | Países Baixos  | 1:46.88 | Q     |
| 9    | 7       | 2    | Aleksandr Krasnykh    | Rússia         | 1:46.91 | Q     |
| 10   | 8       | 3    | David McKeon          | Austrália      | 1:47.00 | Q     |
| 11   | 8       | 5    | Velimir Stjepanović   | Sérvia         | 1:47.10 | Q     |
| 12   | 7       | 9    | Chad le Clos          | África do Sul  | 1:47.17 | Q     |
| 13   | 7       | 6    | Ryan Lochte           | Estados Unidos | 1:47.18 | Q     |
| 14   | 7       | 3    | João de Lucca         | Brasil         | 1:47.47 | Q     |
| 15   | 8       | 7    | Myles Brown           | África do Sul  | 1:47.48 | Q     |
| 16   | 7       | 0    | Federico Grabich      | Argentina      | 1:47.73 | Q     |
| 17   | 8       | 0    | Marwan El-Kamash      | Egito          | 1:47.87 |       |
| 18   | 8       | 1    | Yuki Kobori           | Japão          | 1:48.09 |       |
| 19   | 5       | 6    | Kacper Majchrzak      | Polónia        | 1:48.12 |       |
| 20   | 6       | 2    | Filippo Magnini       | Itália         | 1:48.18 |       |
| 21   | 5       | 3    | Clemens Rapp          | Alemanha       | 1:48.20 |       |
| 22   | 7       | 7    | Nicolas Oliveira      | Brasil         | 1:48.23 |       |
| 23   | 5       | 1    | Anders Lie            | Dinamarca      | 1:48.27 |       |
| 24   | 6       | 7    | Jeremy Bagshaw        | Canadá         | 1:48.29 |       |
| 25   | 6       | 6    | Pieter Timmers        | Bélgica        | 1:48.43 |       |
| 26   | 5       | 5    | Alexandre Haldemann   | Suíça          | 1:48.49 |       |
| 27   | 8       | 9    | Cristian Quintero     | Venezuela      | 1:48.55 |       |
| 28   | 8       | 2    | Matthew Stanley       | Nova Zelândia  | 1:48.67 |       |
| 29   | 8       | 8    | Felix Auböck          | Áustria        | 1:48.75 |       |
| 30   | 6       | 9    | Grégory Mallet        | França         | 1:48.77 |       |

| Ver o restante da classificação | Ver o restante da classificação | Ver o restante da classificação | Ver o restante da classificação | Ver o restante da classificação | Ver o restante da classificação | Ver o restante da classificação |
| Pos.                            | Bateria                         | Raia                            | Nadador                         | Nacionalidade                   | Tempo                           | Notas                           |
| ------------------------------- | ------------------------------- | ------------------------------- | ------------------------------- | ------------------------------- | ------------------------------- | ------------------------------- |
| 31                              | 5                               | 4                               | Kyle Stolk                      | Países Baixos                   | 1:48.96                         |                                 |
| 32                              | 5                               | 2                               | Miguel Durán                    | Espanha                         | 1:49.05                         |                                 |
| 33                              | 4                               | 1                               | Henrik Christiansen             | Noruega                         | 1:49.09                         |                                 |
| 34                              | 6                               | 8                               | Péter Bernek                    | Hungria                         | 1:49.25                         |                                 |
| 35                              | 6                               | 0                               | Xu Qiheng                       | China                           | 1:49.32                         |                                 |
| 36                              | 5                               | 9                               | Liran Konovalov                 | Israel                          | 1:49.56                         |                                 |
| 37                              | 5                               | 8                               | Ben Hockin                      | Paraguai                        | 1:49.60                         |                                 |
| 38                              | 4                               | 3                               | Illia Teslenko                  | Ucrânia                         | 1:49.87                         |                                 |
| 39                              | 4                               | 6                               | Povilas Strazdas                | Lituânia                        | 1:49.91                         |                                 |
| 40                              | 7                               | 1                               | Tsubasa Amai                    | Japão                           | 1:50.04                         |                                 |
| 41                              | 3                               | 2                               | Alexei Sancov                   | Moldávia                        | 1:50.18                         |                                 |
| 42                              | 4                               | 2                               | Doğa Çelik                      | Turquia                         | 1:50.38                         |                                 |
| 43                              | 4                               | 7                               | Ahmed Mathlouthi                | Tunísia                         | 1:50.61                         |                                 |
| 44                              | 4                               | 9                               | Marcelo Acosta                  | El Salvador                     | 1:50.77                         |                                 |
| 45                              | 3                               | 1                               | Pavel Janeček                   | Chéquia                         | 1:50.95                         |                                 |
| 46                              | 3                               | 9                               | Khurshidjon Tursunov            | Uzbequistão                     | 1:50.98                         |                                 |
| 47                              | 7                               | 8                               | Matias Koski                    | Finlândia                       | 1:51.00                         |                                 |
| 48                              | 4                               | 5                               | Christos Katrantzis             | Grécia                          | 1:51.01                         |                                 |
| 49                              | 4                               | 4                               | Yeo Kai Quan                    | Singapura                       | 1:51.29                         |                                 |
| 50                              | 3                               | 6                               | Mateo de Angulo                 | Colômbia                        | 1:51.49                         |                                 |
| 51                              | 4                               | 8                               | Sim Wee Sheng Welson Sim        | Malásia                         | 1:51.65                         |                                 |
| 52                              | 2                               | 3                               | Khader Baqlah                   | Jordânia                        | 1:51.67                         |                                 |
| 53                              | 3                               | 4                               | Tomas Peribonio                 | Equador                         | 1:51.78                         |                                 |
| 54                              | 4                               | 0                               | Jessie Lacuna                   | Filipinas                       | 1:51.85                         |                                 |
| 55                              | 3                               | 7                               | Ensar Hajder                    | Bósnia e Herzegovina            | 1:51.96                         |                                 |
| 56                              | 2                               | 4                               | Aaron D'Souza                   | Índia                           | 1:52.00                         |                                 |
| 57                              | 2                               | 6                               | Sean Gunn                       | Zimbabwe                        | 1:52.05                         |                                 |
| 58                              | 3                               | 0                               | Pit Brandenburger               | Luxemburgo                      | 1:52.12                         |                                 |
| 59                              | 3                               | 3                               | Huang Yen-hsin                  | Taipé Chinesa                   | 1:52.43                         |                                 |
| 60                              | 2                               | 2                               | Mario Montoya                   | Costa Rica                      | 1:52.92                         |                                 |
| 61                              | 2                               | 7                               | Irakli Revishvili               | Geórgia                         | 1:53.68                         |                                 |
| 62                              | 3                               | 8                               | Yousef Al-Askari                | Kuwait                          | 1:53.97                         |                                 |
| 63                              | 5                               | 0                               | Hoàng Quý Phước                 | Vietname                        | 1:54.31                         |                                 |
| 64                              | 3                               | 5                               | Viktar Krasochka                | Bielorrússia                    | 1:54.36                         |                                 |
| 65                              | 2                               | 0                               | Igor Mogne                      | Moçambique                      | 1:55.59                         |                                 |
| 66                              | 2                               | 5                               | Lorenzo Loria                   | México                          | 1:56.36                         |                                 |
| 67                              | 2                               | 8                               | Iacovos Hadjiconstantinou       | Chipre                          | 1:57.38                         |                                 |
| 68                              | 2                               | 1                               | Christian Selby                 | Barbados                        | 1:57.74                         |                                 |
| 69                              | 1                               | 4                               | Brandon Schuster                | Samoa                           | 1:57.93                         |                                 |
| 70                              | 1                               | 3                               | Klavio Meca                     | Albânia                         | 1:58.32                         |                                 |
| 71                              | 1                               | 1                               | Sovijja Pou                     | Camboja                         | 1:58.41                         |                                 |
| 72                              | 1                               | 5                               | Ahmed Gebrel                    | Palestina                       | 1:58.54                         |                                 |
| 73                              | 2                               | 9                               | Bakr Al-Dulaimi                 | Iraque                          | 1:58.55                         |                                 |
| 74                              | 1                               | 7                               | Ismael Kane                     | Senegal                         | 2:00.66                         |                                 |
| 75                              | 1                               | 6                               | Alexander Skinner               | Namíbia                         | 2:01.01                         |                                 |
| 76                              | 1                               | 8                               | Andre van der Merwe             | Botswana                        | 2:01.77                         |                                 |
| 77                              | 1                               | 2                               | Yacop Al-Khulaifi               | Catar                           | 2:04.38                         |                                 |
| 78                              | 1                               | 0                               | Theo Chiabaut                   | Mónaco                          | 2:04.59                         |                                 |
| 79                              | 1                               | 9                               | Eloi Imaniraguha                | Ruanda                          | 2:20.68                         |                                 |
| 80 !                            | 5                               | 7                               | Clément Mignon                  | França                          | DSQ                             |                                 |

### Semifinal
Esses foram os resultados das semifinais.
Semifinal 1
| Pos. | Raia | Nadador               | Nacionalidade | Tempo   | Notas            |
| ---- | ---- | --------------------- | ------------- | ------- | ---------------- |
| 1    | 4    | James Guy             | Reino Unido   | 1:45.43 | Q,               |
| 2    | 5    | Cameron McEvoy        | Austrália     | 1:46.09 | Q                |
| 3    | 7    | Chad le Clos          | África do Sul | 1:46.10 | Q                |
| 4    | 6    | Sebastiaan Verschuren | Países Baixos | 1:46.43 | Q                |
| 5    | 8    | Federico Grabich      | Argentina     | 1:47.43 | Recorde nacional |
| 6    | 2    | David McKeon          | Austrália     | 1:47.60 |                  |
| 7    | 3    | Danila Izotov         | Rússia        | 1:47.66 |                  |
| 8    | 1    | João de Lucca         | Brasil        | 1:48.23 |                  |

Semifinal 2
| Pos. | Raia | Nadador             | Nacionalidade  | Tempo   | Notas |
| ---- | ---- | ------------------- | -------------- | ------- | ----- |
| 1    | 1    | Ryan Lochte         | Estados Unidos | 1:45.36 | Q     |
| 2    | 4    | Sun Yang            | China          | 1:46.17 | Q     |
| 3    | 5    | Paul Biedermann     | Alemanha       | 1:46.20 | Q     |
| 4    | 2    | Aleksandr Krasnykh  | Rússia         | 1:46.45 | Q     |
| 5    | 6    | Conor Dwyer         | Estados Unidos | 1:46.64 |       |
| 6    | 7    | Velimir Stjepanović | Sérvia         | 1:46.85 |       |
| 7    | 8    | Myles Brown         | África do Sul  | 1:47.55 |       |
| 8    | 3    | Calum Jarvis        | Reino Unido    | 1:47.64 |       |

### Final
Esse foi o resultado da final. 
| Pos.              | Raia | Nadador               | Nacionalidade  | Tempo   | Notas            |
| ----------------- | ---- | --------------------- | -------------- | ------- | ---------------- |
| Medalha de ouro   | 5    | James Guy             | Reino Unido    | 1:45.14 | Recorde nacional |
| Medalha de prata  | 2    | Sun Yang              | China          | 1:45.20 |                  |
| Medalha de bronze | 7    | Paul Biedermann       | Alemanha       | 1:45.38 |                  |
| 4                 | 4    | Ryan Lochte           | Estados Unidos | 1:45.83 |                  |
| 5                 | 1    | Sebastiaan Verschuren | Países Baixos  | 1:45.91 |                  |
| 6                 | 6    | Chad le Clos          | África do Sul  | 1:46.53 |                  |
| 7                 | 8    | Aleksandr Krasnykh    | Rússia         | 1:46.88 |                  |
| 8                 | 3    | Cameron McEvoy        | Austrália      | 1:47.26 |                  |

Legenda
| Recorde mundial       | Recorde mundial (World record)               |                       | Recorde africano                      | Recorde africano (African) |                                           | Q | Classificado por posição (Qualified) |
| Recorde do campeonato | Recorde do campeonato (Championship record)  | Recorde da América    | Recorde da América (Americas)         | q                          | Classificado por melhor tempo (Qualified) |   |                                      |
| Melhor marca do ano   | Melhor marca do ano (World leading)          | Recorde asiático      | Recorde asiático (Asian)              | DNS                        | Não largou (Did not start)                |   |                                      |
| Recorde nacional      | Recorde nacional (National record)           | Recorde europeu       | Recorde europeu (European)            | DNF                        | Não terminou (Did not finish)             |   |                                      |
| Recorde pessoal       | Recorde pessoal do atleta (Personal best)    | Recorde da Oceania    | Recorde da Oceania (Oceania)          | DSQ / DQ                   | Desclassificado (Disqualified)            |   |                                      |
| Recorde da temporada  | Recorde da temporada do atleta (Season best) | Recorde sul-americano | Recorde sul-americano (South America) | NM                         | Sem marca (No mark)                       |   |                                      |